# Seton Hall University
Seton Hall University är ett privat katolskt forskningsuniversitet i South Orange i New Jersey i USA.
Universitetet grundades 1856 av biskopen av Newark James Roosevelt Bayley.

## Personer med koppling till universitetet

### Kända alumner och forskare

#### Politik och samhälle
- John O. Bennett, politiker, tf. guvernör
- Chris Christie, politiker, guvernör
- Donald DiFrancesco, politiker, guvernör
- LaMonica McIver, politiker, representanthusledamot
- Donald M. Payne, politiker, representanthusledamot
- Anthony Principi, politiker, USA:s veteranminister
- Ellen Tauscher, politiker, representanthusledamot

#### Underhållning och konst
- Dulé Hill, skådespelare
- Artie Lange, komiker
- Max Weinberg, musiker